# Jacob Cats
Jacob Cats (10. listopadu 1577 Brouwershaven – 12. září 1660 Haag) byl nizozemský básník a diplomat.
Původní profesí byl právník, známá obhajoba osoby obviněné z čarodějnictví mu zajistila dobrou pověst a mnoho klientů. Jeho kariéru nejprve přerušila záhadná choroba, možná malárie, kterou trpěl dva roky, a roku 1605 se pak oženil s bohatou ženou a věnoval se pak správě jejích zemědělských statků a psaní poezie. Tehdy nechal vystavět sídlo Sorghvliet, zvané dnes Catshuis, kde v současnosti sídlí premiéři Nizozemska. V roce 1621 vstoupil do státních služeb, především diplomatických, působil v Anglii na dvoře Karla I. Z diplomacie odešel v roce 1651, ale roku 1657 byl povolán k nové misi, a to znovu v Anglii, u Olivera Cromwella, která však byla neúspěšná. Poté se vrátil zejména k psaní pamětí a poezie. Od amsterdamských liberálních básníků té doby se lišil zejména svými radikálními oranžistickými a kalvínskými názory. Jeho pozice v nizozemské literatuře je mimořádně silná, jeho první sbírka Emblemata or Minnebeelden with Maegdenplicht (spíše jde o poeticky komentovanou sbírku rytin Adriaena van de Venneho), se již v době svého vydání stala klasikou, prodalo se jí 50 000 výtisků a později patřila k základní výbavě nizozemských domácích knihoven. Její jazyk je však pro soudobé Nizozemce poněkud archaický a hůře srozumitelný.